# Nazar Baýramow
Nazar Baýramow (Aşgabat, 4 settembre 1982) è un ex calciatore turkmeno, di ruolo centrocampista.

## Caratteristiche tecniche
Gioca principalmente come centrocampista difensivo, ma può essere impiegato anche come centrocampista centrale.

## Carriera

### Club
Comincia a giocare al Köpetdag Aşgabat. Nel 2001 passa al Rubin. Nel 2002 si trasferisce al Jetisý. Nel 2003 viene acquistato dal Vorskla. Nel 2004 passa al Karvan. Nel 2007 firma un contratto con il Neftçi Baku. Nel 2011 passa al Qizilqum. Nel 2013 viene ingaggiato dall'Altyn Asyr. Nel 2014 passa al Talyp Sporty. Nel 2015 viene acquistato dall'HTTU Aşgabat. Nel 2016 passa all'Ahal. Nel 2017 firma un contratto con l'Energetik.

### Nazionale
Ha debuttato in nazionale il 7 maggio 2001, in Taipei Cinese-Turkmenistan (0-1), subentrando al minuto 79 a Wladimir Baýramow. Ha messo a segno la sua prima rete con la maglia della nazionale il 30 ottobre 2003, in Emirati Arabi Uniti-Turkmenistan (1-1), in cui ha siglato al minuto 41 la rete del momentaneo 1-0. Ha partecipato, con la nazionale, alla Coppa d'Asia 2004. Ha collezionato in totale, con la maglia della nazionale, 31 presenze e 4 reti.

## Palmarès

### Club

#### Competizioni nazionali
- Campionato di calcio del Turkmenistan: 1

Köpetdag Aşgabat: 2000
- Coppa del Turkmenistan: 1

Köpetdag Aşgabat: 2000
- Coppa del Kazakistan: 1

Jetisw: 2002